# رقم الحظ 7 (مسلسل)
رقم الحظ 7 مسلسل كويتي تدور احداثه عن مجموعة من أصدقاء الدراسة يلتقون بعد عدة سنوات من التخرج، ويقرروا افتتاح شركة للدعاية والإعلان والاهتمام بمشاهير السوشيال ميديا، حيث تقع لهم العديد من المفارقات الكوميدية أثناء توليهم العمل بالشركة. 

## البطولة
- هيا عبدالسلام بدور «منيرة»
- فؤاد علي بدور «سعود»
- ميثم بدر بدور «جراح»
- ناصر عباس بدور «انس»
- محمد الحداد بدور «عيسى»
- إيمان الحسيني بدور «اجوان»
- نوف السلطان بدور «سماء»
- فيصل بوغازي بدور «جوهر»
- فاطمة الحوسني بدور «ام جميل»
- الاء شاكر بدور «هناء»
- محمد الغباشي بدور «المخرج زكريا»
- أمل محمد بدور «نداء»
- نيفين ماضي بدور «ليلى»
- عبير الجسمي
- هيا القايدي